# Emmy Wyda
Pour les articles homonymes, voir Wyda.
Emmy Wyda, née Emmy Wiede le 2 mars 1876 à Dantzig (Empire allemand) et morte le 22 janvier 1942 à Berlin (Allemagne), est une actrice allemande.

## Biographie
Depuis 1896, Emmy Wyda joue sur les scènes de Lüneburg, Barmen, Stuttgart, Cologne et Norderney. En 1904, elle obtient un engagement au Schillertheater de Berlin.
Dans les années suivantes, elle travaille au Théâtre Thalia, au Theater am Nollendorfplatz, au Théâtre de l'Admiralspalast, au Petit Théâtre et au Théâtre Rose.
Depuis 1913, elle tient souvent des rôles au cinéma, où elle assume des rôles maternels et surtout des rôles de tante en tant qu'actrice de soutien et a au théâtre un emploi de « vieillard comique ». Elle joue dans les deux classiques du cinéma de Murnau, Le Dernier des hommes (The Last Man, 1924) et Faust, une légende allemande (1926).
Elle repose au cimetière de Stahnsdorf.

## Filmographie
Sauf indication contraire, les informations mentionnées dans cette section peuvent être confirmées par la base de données cinématographiques IMDb,  présente dans la section « Liens externes ».
- 1913 : Ilse und ihre drei Freier
- 1916 : Dorrits Eheglück
- 1916 : Homunkulieschen
- 1917 : Höhenluft
- 1919 : Komtesse Dolly
- 1919 : Staatsanwalt Jordan
- 1919 : Veritas vincit
- 1920 : Die Kwannon von Okadera
- 1921 : Die drei Tanten
- 1921 : Die Ratten de Hanns Kobe
- 1921 : Lotte Lore
- 1922 : Aimez-vous les uns les autres (Die Gezeichneten)
- 1924 : Le Dernier des hommes (Der letzte Mann - The Last Man)
- 1925 : Der Farmer aus Texas
- 1925 : Der Hahn im Korb
- 1926 : Annemarie und ihr Ulan
- 1926 : Faust, une légende allemande (Faust – eine deutsche Volkssage)
- 1926 : Hölle der Liebe – Erlebnisse aus einem Tanzpalast
- 1926 : Der Liebe Lust und Leid
- 1926 : Prinzessin Trulala
- 1927 : Es zogen drei Burschen
- 1927 : Kleinstadtsünder
- 1927 : Die Lindenwirtin am Rhein
- 1927 : Der Soldat der Marie
- 1928 : Das Fräulein von Kasse 12
- 1928 : Das Girl von der Revue
- 1928 : Der Ladenprinz
- 1928 : Lemkes sel. Witwe
- 1928 : Polnische Wirtschaft
- 1929 : Fräulein Fähnrich
- 1929 : Der Herr vom Finanzamt
- 1929 : Ja, ja, die Frauen sind meine schwache Seite
- 1929 : Kehre zurück! Alles vergeben!
- 1929 : Das närrische Glück
- 1929 : Der Zigeunerprimas’
- 1929 : Le Journal d'une fille perdue (Das Tagebuch einer Verlorenen)
- 1929 : Fräulein Lausbub
- 1930 : Ruhiges Heim mit Küchenbenutzung
- 1930 : Die zärtlichen Verwandten
- 1930 : Verklungene Träume
- 1932 : Kavaliere vom Kurfürstendamm
- 1932 : Liebe, Scherz und Ernst
- 1932 : Lügen auf Rügen
- 1932 : Moderne Mitgift
- 1932 : Spione im Savoy-Hotel
- 1932 : Im Bann des Eulenspiegels
- 1932 : Der tolle Bomberg
- 1934 : Herr Mahler in tausend Nöten
- 1934 : Le Cœur est maître (Herz ist Trumpf)
- 1934 : Ich sing' mich in dein Herz hinein
- 1934 : Ihr größter Erfolg
- 1934 : Die Liebe siegt
- 1934 : Ich heirate meine Frau
- 1935 : Alles hört auf mein Kommando
- 1935 : Der Mann mit der Pranke
- 1935 : Wenn die Musik nicht wär
- 1936 : Der Dschungel ruft
- 1936 : Das Hermännchen
- 1936 : Hilde Petersen postlagernd
- 1936 : Das häßliche Entlein
- 1937 : Liebe kann lügen
- 1937 : Wie einst im Mai
- 1938 : Großalarm
- 1939 : Sommer, Sonne, Erika
- 1940 : Nanette
- 1941 : Aufruhr im Damenstift
- 1941 : Rote Mühle

## Publications
- Greift nur hinein. Lustige Verse. G. Danner, Mühlhausen 1939.